# Château de Villars (Saint-Parize-le-Châtel)
Le château de Villars est un édifice situé à Saint-Parize-le-Châtel, en France.

## Localisation
Le château de Villars est situé sur le territoire de la commune de Saint-Parize-le-Châtel, dans le département de la Nièvre en région Bourgogne-Franche-Comté.

## Description
Le château compte six tours et un mur d'enceinte impressionnants. Au fil des siècles, il bénéficie de divers aménagements qui le rendent confortable, comme la construction, en face du château, d'un pavillon à l’italienne exposé plein sud et agrémenté d'une terrasse.

## Historique
Le château de Villars date du début du XIVe siècle. C'était une forteresse de première importance que se disputèrent Français et Anglais, Armagnacs et Bourguignons pendant la guerre de Cent Ans. On raconte que Jeanne d’Arc y aurait séjourné avant de délivrer Saint-Pierre-le-Moûtier. Plusieurs seigneurs se succédèrent en ce lieu dont Henriette de Clèves, duchesse de Nevers, les familles Dufour puis par alliance les familles de Forestier puis de Bouiller,.
Le château est inscrit totalement au titre des monuments historiques par arrêté du 16 janvier 2015 qui se substitue à l'arrêté du 27 novembre 1951.